# 乙先
乙先（1959年8月—）山西平遥人。中国国际友好联络会副会长。

## 生平
1978年至1982年，乙先在山西大学哲学系学习，获得马克思主义哲学学士。1982年至2006年，在北京市教育委员会任职，其间1994年至1996年在中共中央党校在职研究生学习。2006年至2015年，历任中国人民政协理论研究会研究员、中国人民政协理论研究会副主任。2015年5月，出任中国国际友好联络会第四届副会长。2016年5月，连任为中国国际友好联络会第五届副会长（同时担任该会的法定代表人），在四位副会长（乙先、邓榕、辛旗、程国平）中排名第一。2018年1月，当选第十三届全国政协委员。